# Nya Zeelands tusenskönor
Nya Zeelands tusenskönor, Celmisia  är ett släkte av korgblommiga växter. Då tusenskörnorna på Nya Zeeland skiljer sig mycket åt har man valt att placera dem i ett eget släkte.

## Arter och hybrider[3]
- Celmisia ×boweana
- Celmisia ×christensenii
- Celmisia ×compacta
- Celmisia ×flaccida
- Celmisia ×lanigera
- Celmisia ×linearis
- Celmisia ×mollis
- Celmisia ×popelwellii
- Celmisia ×pseudolyallii
- Celmisia adamsii
- Celmisia allanii
- Celmisia alpina
- Celmisia angustifolia
- Celmisia argentea
- Celmisia armstrongii
- Celmisia asteliifolia
- Celmisia bellidioides
- Celmisia bonplandii
- Celmisia brevifolia
- Celmisia campbellensis
- Celmisia cockayneana
- Celmisia cordatifolia
- Celmisia coriacea
- Celmisia dallii
- Celmisia densiflora
- Celmisia discolor
- Celmisia dubia
- Celmisia durietzii
- Celmisia gibbsii
- Celmisia glabrescens
- Celmisia glandulosa
- Celmisia gracilenta
- Celmisia graminifolia
- Celmisia haastii
- Celmisia hectorii
- Celmisia hieraciifolia
- Celmisia holosericea
- Celmisia hookeri
- Celmisia inaccessa
- Celmisia incana
- Celmisia insignis
- Celmisia laricifolia
- Celmisia lateralis
- Celmisia latifolia
- Celmisia lindsayi
- Celmisia longifolia
- Celmisia lyallii
- Celmisia mackaui
- Celmisia macmahonii
- Celmisia major
- Celmisia markii
- Celmisia monroi
- Celmisia morganii
- Celmisia morrisonii
- Celmisia novae-zealandiae
- Celmisia parva
- Celmisia petriei
- Celmisia philocremna
- Celmisia polyvena
- Celmisia prorepens
- Celmisia pugioniformis
- Celmisia ramulosa
- Celmisia repens
- Celmisia rupestris
- Celmisia rutlandii
- Celmisia saxifraga
- Celmisia semicordata
- Celmisia sericophylla
- Celmisia sessiliflora
- Celmisia similis
- Celmisia sinclairii
- Celmisia spectabilis
- Celmisia spedenii
- Celmisia thomsonii
- Celmisia tomentella
- Celmisia traversii
- Celmisia verbascifolia
- Celmisia vespertina
- Celmisia viscosa
- Celmisia walkeri